# حرائق غابات يوتا 2021
حرائق غابات يوتا 2021 هي سلسلة من حرائق الغابات البارزة التي تشتعل حاليًا في جميع أنحاء ولاية يوتا، وتستمر من 1 يونيو حتى 30 أكتوبر، كما هو محدد في قانون الولاية. حتى 23 يونيو أُحرق ما لا يقل عن 422 حريقًا 57245 فدانًا (23166 هكتارًا) في جميع أنحاء الولاية.
كجزء من التهديد الأكبر المتمثل في «موسم حرائق غابات نشط للغاية» في غرب الولايات المتحدة، كان من المتوقع أن تشهد ولاية يوتا أيضًا موسم حرائق أعلى من المتوسط. استمرت ظروف الجفاف من موسم الحرائق السابق، الذي كان خلال العام الأكثر جفافاً في تاريخ ولاية يوتا، في موسم 2021 بمستويات أكثر تطرفًا بسبب هطول الأمطار في فصل الشتاء أقل من المتوسط. في 17 مارس كرد فعل للجفاف على مستوى الولاية وقع الحاكم كوكس أمرًا تنفيذيًا يعلن حالة الطوارئ. في الرابع من يوليو بدأت العديد من المدن في جميع أنحاء ولاية يوتا في سن قيود على الألعاب النارية.